# Kujundžić (plemstvo)
Kujundžić je plemenitaška obitelj bačkih Hrvata.
Plemstvo je dobila (poslije) 1800. godine te s obzirom na vrijeme stjecanja plemićkog statusa i periodizaciju koja je u svezi sa značajnim događajima iz povijesti bačkog kraja i hrvatskog naroda (od 1446. do 1688., od 1690. do 1699., tijekom 1700–tih, (poslije 1800.) spada u četvrtu skupinu. S njima su u toj skupini obitelji Jakobčić i Josić. Plemstvo su dobili Josip Kujundžić i žena mu Elizabeta Bischof 30. travnja 1835. godine. Plemstvo im je podijelio kralj Ferdinand V., a dobili su pridjev Lemeški, prema posjedu koji im je bio u Lemešu.  Poslije su imali posjede u Subotici gdje potomci te obitelji žive i danas.

## Poznati članovi
- msgr. Ilija Kujundžić
- fra Jesse (Ivan) Kujundžić
- fra Nikola Kujundžić
- Pajo Kujundžić
- fra Radoslav (Mijo) Kujundžić
- msgr. Ivan Kujundžić
- Efrem (Stipan) Kujundžić, misionar u iseljeništvu
- Tone Kujundžić, pjesnikinja[5]